# 尹鈜
尹鈜（1412年—1449年），字泰和，四川重慶府巴縣人，四川都司廣安守禦千戶所軍籍，治《禮記》，年三十一歲中式正統七年壬戌科第三甲第三十六名進士。三月二十四日生，行一，由巴縣學□□中式四川鄉試第四十一名舉人，會試中式第一百三十名。

## 生平
正統七年，登進士，授監察御史。正統十四年（1449年），跟從明英宗北征，在土木之變中殉難。

## 家族
曾祖尹朝乙；祖尹全；父尹謙；母侯氏。具慶下，妻塗氏，弟鑑；鎡。